# Novočeboksarsk
Novočeboksarsk (rusky Новочебокса́рск; čuvašsky Çĕнĕ Шупашкар) je město v Čuvašsku v Ruské federaci. Leží na jižním břehu Volhy zhruba čtyři kilometry východně od Čeboksar, hlavního města republiky. V roce 2010 mělo přes 124 tisíc obyvatel.

## Dějiny
Město vzniklo v roce 1960 v souvislosti s výstavbou Čeboksarské přehrady. Původně vzniklo jako satelitní město Čeboksar, pod které také ze správního hlediska spadalo. V roce 1965 se stalo samostatným městem a také získalo své současné jméno.
V roce 1983 překročil počet obyvatel města počet sto tisíc.

### Vývoj počtu obyvatel
| Rok  | Obyvatel |
| ---- | -------- |
| 1970 | 38 864   |
| 1979 | 85 307   |
| 1989 | 114 760  |
| 2002 | 125 857  |
| 2010 | 124 097  |

Zdroj: sčítání lidu

## Doprava
Od roku 1979 je ve městě trolejbusová doprava.

## Partnerská města
- Žatec Česko